# Fekete-hegy (Zempléni-hegység)
A Fekete-hegy nevű hegy a Zempléni-hegységben található vulkanikus eredetű hegy. A hegyet négy település veszi körbe: Szerencs, Golop, Rátka és Tállya. A hegyen szőlősorok futnak végig.